# San Aparicio Buena Vista
San Aparicio Buena Vista är en ort i Mexiko.   Den ligger i kommunen Córdoba och delstaten Veracruz, i den sydöstra delen av landet, 240 km öster om huvudstaden Mexico City. San Aparicio Buena Vista ligger 1 090 meter över havet och antalet invånare är 232.
Terrängen runt San Aparicio Buena Vista är huvudsakligen kuperad, men åt sydväst är den platt. Terrängen runt San Aparicio Buena Vista sluttar söderut. Runt San Aparicio Buena Vista är det tätbefolkat, med 570 invånare per kvadratkilometer. Närmaste större samhälle är Córdoba, 6,4 km söder om San Aparicio Buena Vista. Trakten runt San Aparicio Buena Vista består till största delen av jordbruksmark.